# Tortella theriotii
Tortella theriotii là một loài rêu trong họ Pottiaceae. Loài này được Broth. & P. de la Varde mô tả khoa học đầu tiên năm 1920.
Danh pháp khoa học của loài này chưa được làm sáng tỏ. 